# لکانمب
لکانِـمَب (انگلیسی: Lecanemab)  یک آنتی‌بادی مونوکلونال است که برای درمان بیماری آلزایمر استفاده می‌شود. و محصول مشترک بایوژن و ایزای است. این دارو آنتی بادی محرک-آمیلوئید بتا است.
این مادهٔ شیمیایی، نمونهٔ انسانی‌شده از پادتن mAb158 موش است که پیش‌سازهای فیبریل را شناسایی کرده و در مدل‌های حیوانی از رسوب آمیلوئید بتا که ایجادکنندهٔ آلزایمر است، جلوگیری نموده‌است.
در سپتامبر ۲۰۲۲ بایوژن اعلام کرد نتایج یک کارآزمایی بالینی فاز ۳ برای متوقف کردن روند بیماری آلزایمر مثبت بوده است.